# جايسون دوسن
جايسون دوسن (بالإنجليزية: Jason Dawson)‏ هو لاعب كرة قدم بريطاني في مركز الهجوم، ولد في 9 فبراير 1971 في بورسلم في المملكة المتحدة. لعب مع ماكليسفيلد تاون.